# Dryocosmus kuriphilus
Dryocosmus kuriphilus je žlabatka z řádu blanokřídlí (Hymenoptera), čeledi žlabatkovití (Cynipidae).
Dryocosmus kuriphilus (Yasumatsu) je drobný hálkotvorný zástupce blanokřídlého hmyzu s původním rozšířením v Asii. Je považován za invazivní druh. Patří mezi významné škůdce kaštanovníků, působí ztráty na produkci jedlých kaštanů. V důsledku vysokého invazního potenciálu byl tento druh v posledních letech zavlečen také na území Evropské unie. Dryocosmus kuriphilus je považován za ekonomicky významný škodlivý organismus, je zařazen do seznamu škodlivých organismů, jejichž zavlékání a rozšiřování je zakázáno. 

## Výskyt
Žlabatka Dryocosmus kuriphilus pochází z Číny, ze které se rozšířila do Koreje a Japonska. Již v roce 1974 byla zaznamenána v jihovýchodní části USA, a to ve státech Georgie, Alabama, Severní Karolína a Tennessee. V roce 1999 byl výskyt žlabatky potvrzen také v Nepálu.

### Výskyt v Evropě
Na území Evropy byl škůdce poprvé nalezen v roce 2002 v Itálii, v regionu Piemont, na jihu provincie Cuneo. První výskyty byly zjištěny na hybridech mezi evropským kaštanovníkem setým a japonským kaštanovníkem vroubkovaným (Castanea sativa x Castanea crenata). Přes přijímaná fytosanitární opatření se žlabatka v Itálii dále šíří a v současné době se vyskytuje v 15 regionech (z celkového počtu 20). Odtud byla zavlečena do Francie, Slovinska a Švýcarska. Šíření žlabatky z Itálie do dalších evropských zemí potvrzuje i nález tohoto druhu v Nizozemsku v roce 2010 ve významné školkařské oblasti u města Boskoop, na rostlinách kaštanovníku dodaných z Toskánska v roce 2008.

### Výskyt v Česku
Na území Česka nebyl výskyt žlabatky Dryocosmus kuriphilus dosud zjištěn. Nejblíže k hranicím České republiky byl nález žlabatky zaznamenán v Maďarsku, a to opakovaně v roce 2009 na jedné rostlině kaštanovníku dodané z Itálie a v roce 2010 na čtyřech rostlinách kaštanovníku dodaných z Itálie.

## Hostitel
Do okruhu hostitelských rostlin žlabatky Dryocosmus kuriphilus patří různé druhy kaštanovníků (Castanea spp.). Z asijských druhů se jedná zejména o
- kaštanovník vroubkovaný (Castanea crenata)
- kaštanovník měkoučký (C. mollissima)
- kaštanovník Seguinův (C. seguinii)
- kaštanovník Henryův (C. henryi)

ze severoamerických druhů například
- kaštanovník zubatý (C. dentata)
- kaštanovník nízký (C. pumila)
- kaštanovník olšolistý (C. alnifolia).

Mezi hostitelské druhy patří také původní evropský druh kaštanovník setý (Castanea sativa). Napadány jsou i mezidruhoví kříženci kaštanovníku, někteří z nich i přednostně. 
Žlabatka Dryocosmus kuriphilus napadá pouze rostliny rodu Castanea spp., nikoli rostliny jírovce maďalu (Aesculus hippocastanum), který je známý také pod názvem kaštan koňský. 

## Popis
Vajíčko je oválného tvaru, mléčně bílé s dlouhou stopkou, délky 0,1–0,2 mm. 
Larva je protáhlá, smetanově bílé barvy, bez očí a nohou a dorůstá do velikosti 2,5 mm. Tělo je zřetelně článkované. 
Kukla je černá nebo tmavě hnědá o délce až 2,5 mm. 
Dospělci mají dva páry blanitých křídel, přičemž přední křídla jsou delší než zadní. Tělo je černě zbarvené a dlouhé 2,5–3,0 mm. Nohy, první dva články tykadel, vrcholová část clypeu a čelisti mají žlutohnědou barvu. Poměrně dlouhá tykadla jsou složená ze 14 článků a nejsou zakončena paličkou. Hlava má jemnou skulpturu, štít je lesklý a hladký. Na štítu jsou patrné dvě podélné rýhy, které se vzadu sbíhají. 

## Vývojový cyklus
Žlabatka Dryocosmus kuriphilus má jednu generaci za rok. U tohoto druhu jsou známy pouze samičky, rozmnožování probíhá partenogenezí. Dospělé žlabatky se líhnou v závislosti na nadmořské výšce, expozici stanoviště ad. od konce května do konce července. Optimální teplota pro jejich aktivitu je v rozmezí 25–30 °C. Samička klade vajíčka do pupenů po skupinkách, obvykle 3–5 vajíček dovnitř jednoho pupenu, přičemž jedna samička může celkem naklást přes 100 vajíček. Do jednoho pupenu může klást více samiček, pupen tak může obsahovat 20–30 vajíček. Vylíhlé larvy, které přezimují v těchto pupenech, od poloviny dubna následujícího roku vytvářejí na mladých výhonech kaštanovníku hálky, které mají 5–20 mm v průměru. Hálky jsou zeleně nebo růžově zbarvené a často obsahují části vyvíjejících se listů, stonků a řapíků. Tvoří se na mladých větvičkách, listových řapících nebo na středním žebru listu. Žír larev trvá 20–30 dní, ke kuklení dochází v hálkách. Dospělci (samičky) žijí okolo 10 dnů a část doby života stráví vytvářením výletového otvoru z hálky. Po vylíhnutí dospělců hálky vyschnou, zdřevnatí a zůstanou na stromě i více než dva roky. 

## Příznaky
Zatímco hálky jsou na rostlině velmi nápadné, vajíčka a larvy prvního instaru, ukryté uvnitř pupenů, nemohou být běžnou vizuální prohlídkou zjištěny. U silně napadených stromů dochází k postupnému žloutnutí a řídnutí koruny a zároveň k celkovému oslabení růstu. 

## Význam
Žlabatka Dryocosmus kuriphilus je považována za celosvětově nejzávažnějšího živočišného škůdce kaštanovníků. V Evropě představuje riziko zejména pro země jižní, střední a západní Evropy, především pro ty, ve kterých se ve větší míře pěstují kaštanovníky. Ztráty na produkci plodů mohou představovat 60–80 % a při opakovaném silném napadení může patogen ojediněle způsobit i úhyn stromů. Další rozšiřování žlabatky v Evropě je pravděpodobné, většina území, kde se pěstuje kaštanovník, má vhodné klimatické podmínky k jejímu usídlení. 
Na území České republiky se kaštanovník setý pěstuje zejména v městských výsadbách, zahradách a parcích a je v těchto místech významnou součástí životního prostředí. V lesních porostech je kaštanovník pěstován ve větším množství hlavně v oblastech Lovosicka, Žehušicka, Slatiňanska a v okolí Luhačovic, na území ČR se nacházejí i 3 kaštanové sady (kaštanky). Při zavlečení a usídlení žlabatky v ČR by mohlo dojít ke snížení estetické hodnoty napadených stromů. 

## Způsob šíření
Hlavní cestou průniku žlabatky Dryocosmus kuriphilus do nových oblastí je dovoz hostitelských rostlin určených k pěstování z území, kde se tento druh vyskytuje. Rizikovým materiálem jsou mladé rostliny kaštanovníku, rouby apod. Na kratší vzdálenosti se žlabatka šíří přeletem dospělých samic v období jejich letu, tj. od konce května do konce července. Že je tento způsob šíření rovněž významný, dokládá rychlost postupu tohoto druhu v zamořených oblastech, literární prameny se v údajích o rychlosti šíření liší v rozmezí 8–25 km za rok. 

## Ochrana rostlin

### Agrotechnická opatření
V menších sadech může být populace žlabatky omezována prořezáváním a likvidací napadených výhonů před vylíhnutím dospělců.

### Chemická ochrana
Zkoumají se možnosti insekticidního ošetření, vhodné přípravky pro účinnou ochranu však nejsou dostupné. Perzistentní insekticidy sice vykazují účinnost proti mladým larvám a dospělcům, mají ale vážné nežádoucí dopady na životní prostředí.

### Rezistentní odrůdy
Již po druhé světové válce byly v Japonsku vyšlechtěny odrůdy vykazující určitý stupeň rezistence vůči žlabatce, nové populace žlabatky ale tuto rezistenci překonaly. Využití rezistentního šlechtění se ale nadále jeví jako perspektivní možnost ochrany.

### Biologický boj
V oblastech původního rozšíření účinně omezuje populace žlabatky řada přirozených nepřátel, zejména parazitických blanokřídlých (chalcidky), z nichž některé druhy se jeví jako vhodné pro metodu masového vypouštění. Čínský druh krásenky Torymus sinensis byl jako organismus pro biologickou ochranu již introdukován do Japonska a Koreje, kde se jeho masové vypouštění ukázalo jako úspěšná metoda ochrany. Využití organismů pro biologickou ochranu v evropských podmínkách je však stále předmětem výzkumu. 

### Fytosanitární opatření
Žlabatka Dryocosmus kuriphilus (EPPO kód: DRYCKU) byla v roce 2003 zařazena do Seznamu karanténních škodlivých organismů EPPO A2. V důsledku zavlečení škůdce na území Evropské unie (EU) vydala Evropská komise v červnu 2006 rozhodnutí 2006/464/ES o dočasných nouzových opatřeních proti zavlékání žlabatky Dryocosmus kuriphilus do EU a proti jejímu rozšiřování na tomto území, které je závazné pro členské státy EU. Tato úprava byla provedena i v české fytosanitární legislativě, a to rozhodnutím SRS, nařizujícím mimořádná rostlinolékařská opatření proti zavlékání nebo rozšiřování žlabatky na území České republiky, č. j. SRS 026238/2006.
Všechny dodávky rostlin nebo částí rostlin rodu Castanea spp., určených k pěstování, s výjimkou semen a plodů (dále jen hostitelské rostliny), v rámci EU musí být při přemísťování na území ČR a ostatních členských států EU opatřeny rostlinolékařským pasem potvrzujícím, že hostitelské rostliny byly na území EU trvale pěstovány v místě produkce ve členském státě EU, kde není znám výskyt žlabatky Dryocosmus kuriphilus, či v místě produkce v oblasti prosté této žlabatky, vymezené úředním orgánem ochrany rostlin příslušného členského státu EU podle příslušných mezinárodních standardů pro fytosanitární opatření. Obdobné požadavky se vztahují i na zásilky hostitelských rostlin dovážených ze třetích zemí, které musí být podrobeny ve vstupním místě dovozní rostlinolékařské kontrole a musí být opatřeny rostlinolékařským osvědčením, potvrzujícím v kolonce „dodatkové prohlášení“ obdobné garance, jaké jsou stanoveny pro vnitřní trh EU, tj. že rostliny pocházejí z místa produkce ze země, kde není znám výskyt žlabatky, či z oblasti prosté žlabatky, vymezené k tomu příslušným úředním orgánem třetí země podle příslušných mezinárodních standardů pro fytosanitární opatření.